# Grand Portage National Monument

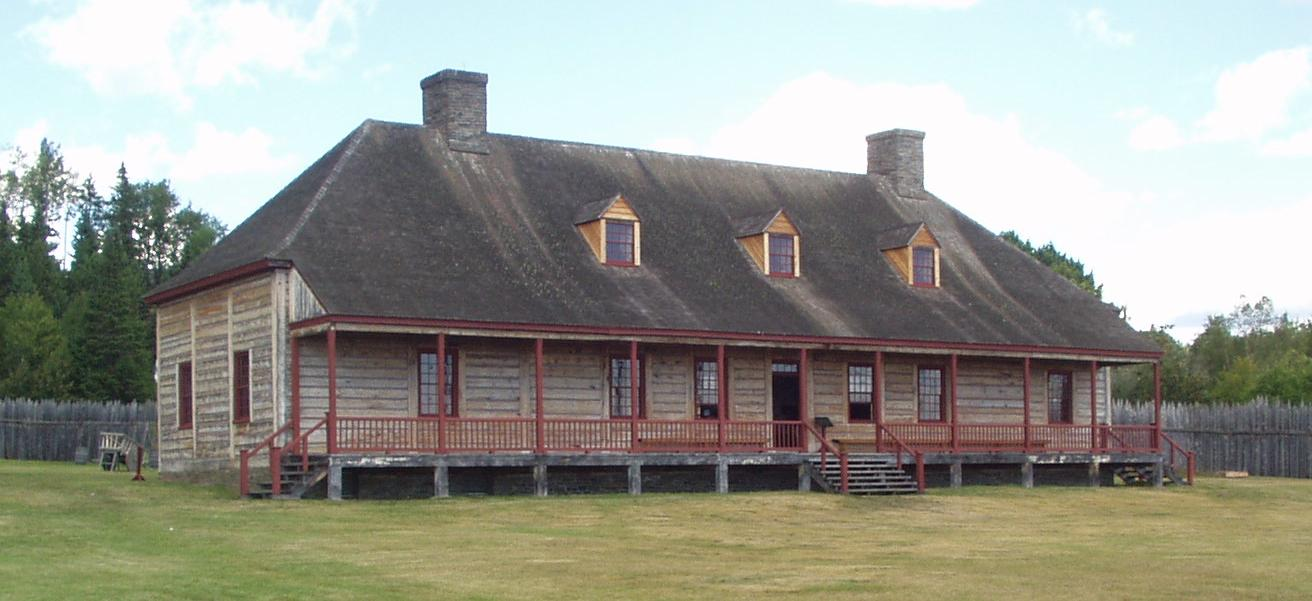
Grand Portage National Monument

Grand Portage National Monument to amerykański pomnik narodowy położony się w stanie Minnesota. Na jego obszarze znajdują się pozostałości historycznego centrum handlu futrami.
Pomnik został ustanowiony 2 września 1958 roku i zajmuje powierzchnię około 2,87 km². Podobnie jak większość pomników narodowych w Stanach Zjednoczonych znajduje się pod zarządem National Park Service.